# Герасимов, Иван Александрович (военачальник)
Ива́н Алекса́ндрович Гера́симов (8 августа 1921, Пёстровка, Башкирская АССР — 4 июня 2008, Киев) — советский и украинский военачальник, генерал армии (1977). Герой Украины (1999).

## Военная служба в СССР
С августа 1938 года служил в Красной Армии, будучи курсантом Ульяновского танкового училища имени В. И. Ленина. Окончил училище в 1940 году. С 1940 года служил командиром взвода в Одесском военном округе.
Участник Великой Отечественной войны с лета 1941 года, был помощником командира отдельной мотострелковой разведывательной роты в 15-й стрелковой дивизии на Южном фронте, затем помощник начальника штаба по разведке 2-й танковой бригады на Северо-Кавказском фронте, командир танковой роты Южного и Юго-Западного фронтов, командир танкового батальона Северокавказского фронта, командир 59-го гвардейского тяжелого танкового полка прорыва Воронежского, 1-го Украинского фронтов, начальник штаба танковой бригады 2-го Дальневосточного фронта. Член ВКП(б) с 1942 года.
После войны продолжил военную службу: в 1945—1950 годах — начальник штаба танкового полка, командир танкового полка Ленинградского военного округа. В 1950 году был направлен на учёбу. Окончил Военную академию бронетанковых и механизированных войск имени И. В. Сталина в 1955 году. В 1955—1958 — заместитель командира дивизии, с 4 марта 1958 года — командир 112-й мотострелковой дивизии. С марта 1959 по сентябрь 1964 года — командир 37-й гвардейской танковой Криворожской Краснознамённой ордена Суворова дивизии 6-й гвардейской танковой армии Киевского военного округа.
Окончил Военную академию Генерального штаба Вооруженных сил СССР в 1966 году. С июля 1966 — начальник отдела боевой подготовки, с апреля 1967 — начальник штаба, с октября 1968 — командующий 1 гвардейской танковой Краснознамённой армией в Группе советских войск в Германии. С ноября 1971 — первый заместитель командующего войсками Прикарпатского военного округа. С января 1973 — командующий Северной группы войск. С июня 1975 — командующий войсками Киевского военного округа. С 5 сентября 1984 по 5 января 1989 — главнокомандующий войсками Юго-Западного направления. С 3 мая 1986 года по 26 декабря 1986 года являлся начальником Оперативной группы Министерства обороны СССР в зоне ликвидации последствий аварии на Чернобыльской АЭС.
С января 1989 — генеральный инспектор Группы генеральных инспекторов Министерства обороны СССР. С января 1992 года в отставке.
В 1976—1986 — кандидат в члены ЦК КПСС, член ЦК КПУ, член Политбюро ЦК КПУ, в 1986—1991 — член ЦК КПСС. Депутат Верховного Совета СССР: Совета Национальностей 8-9 созывов (1971—1979) от РСФСР, Совета Союза 10—11 созывов (1979—1989) от Черниговской области. Депутат Верховного Совета УССР.

## Политическая деятельность на Украине
После распада СССР жил в Киеве, где активно включился в политическую деятельность на Украине. Был руководителем ветеранского движения Украины, будучи с 1991 года председателем Совета Организации ветеранов Украины. В 1998 году был кандидатом в народные депутаты Украины от избирательного блока «Трудовая Украина», № 1 в списке. На выборах блок не набрал нужного количества голосов.
Народный депутат Украины 4-го созыва с апреля 2002 до апреля 2006 от КПУ, № 3 в списке Коммунистической партии Украины, заместитель председателя Комитета по делам, пенсионеров, ветеранов и инвалидов (с июня 2002).
Народный депутат Украины 5-го созыва с апреля 2006 от КПУ, № 3 в списке.
Народный депутат Украины 6-го созыва с декабря 2007 от КПУ. Занимал должность главы подкомитета по вопросам законодательного обеспечения социальной защиты ветеранов войны и работы, других граждан преклонного возраста Комитета Верховной Рады по делам пенсионеров, ветеранов и инвалидов.
Глава главной редколлегии «Книги памяти Украины» (до августа 2006). Президент Института европейской безопасности и конверсии.

## Воинские звания
- генерал-майор танковых войск (22.02.1963)
- генерал-лейтенант танковых войск (21.02.1969)
- генерал-полковник (4.11.1973)
- генерал армии (28.10.1977)

## Награды

### СССР
- Два ордена Ленина
- Орден Октябрьской революции
- Три ордена Красного Знамени (12.01.1944, …)
- Два ордена Красной Звезды (17.02.1943[9], …)
- Орден Отечественной войны І степени (11.03.1985)
- Орден «За службу Родине в Вооружённых Силах СССР» ІІІ степени (30.04.1975)
- Медаль «За отвагу» (30.03.1942)[10]
- Кавалер 50 медалей

### Украина
- Герой Украины (с вручением ордена «Золотая Звезда», 27 октября 1999) — за мужество и отвагу, проявленные в борьбе с фашистскими захватчиками во время Великой Отечественной войны 1941—1945 годов, выдающийся личный вклад в развитие ветеранского движения на Украине[11]
- Полный кавалер ордена Богдана Хмельницкого:
  - І степени (5 мая 1999) — по случаю 54-й годовщины Победы в Великой Отечественной войне 1941—1945 годов, в честь героических подвигов защитников Отчизны[12]
  - ІІ степени (27 марта 1997) — в честь ратных и трудовых заслуг, за активную общественную работу и в связи с 10-й годовщиной Организации ветеранов Украины[13]
  - ІІІ степени (7 мая 1995) — в честь героических подвигов в борьбе с фашистскими захватчиками и по случаю 50-й годовщины Победы в Великой Отечественной войне 1941—1945 гг.[14]
- Почётный знак отличия Президента Украины (6 октября 1994) — за личные заслуги в развитии ветеранского движения, активную общественную деятельность и по случаю 50-летия освобождения Украины от фашистских захватчиков[15]
- Именное огнестрельное оружие (7 августа 2001) — за значительные заслуги в развитии ветеранского движения на Украине, многолетнюю плодотворную общественную деятельность[16]
- Участник ликвидации последствий аварии на ЧАЭС (І категории).

### Награды иностранных государств
- Командорский крест Ордена Возрождения Польши (ПНР, 6.10.1973))
- Орден Шарнхорста (ГДР)
- Орден «За боевые заслуги» (МНР, 6.07.1971)
- Медаль «30 лет Болгарской народной армии» (НРБ, 14.09.1974)
- Медаль «40 лет Победы над гитлеровским фашизмом» (НРБ, 16.05.1985)
- Медаль «За укрепление дружбы по оружию» в золоте (ЧССР, 20.03.1970)
- Медаль «50 лет Компартии Чехословакии» (ЧССР, 1971)
- Медаль «Дружба» (МНР, 1968)
- Медаль «50 лет Монгольской Народной Армии» (МНР, 1971)
- Медаль «30 лет Победы над милитаристской Японией» (МНР, 1976)
- Медаль «20-я годовщина Революционных Вооруженных сил Кубы» (Куба, 1976)
- Медаль «30-я годовщина Революционных Вооруженных сил Кубы» (Куба, 1986)

## Сочинения
- Герасимов И. А. Великий подвиг народа. — Киев, 1985.
- Герасимов И. А. Из опыта подготовки операций в короткие сроки. // Военно-исторический журнал. — 1978. — № 8. — С.25-32.

## Семья
- Сын Александр (род. 1945) — генерал-лейтенант, Вооруженные Силы Российской Федерации,
- дочь Ольга (род. 1947) — работник МВД России,
- дочь Наталья (род. 1951) — преподаватель.